# Kreisgericht Prienai
Das  Kreisgericht Prienai (lit. Prienų rajono apylinkės teismas) war ein Kreisgericht mit drei Richtern in Litauen in der südlichen Stadt der Republik. Das zuständige Territorium war die Stadt (11.131 Einwohner) und die Rajongemeinde Prienai. Das Gericht der 2. Instanz ist das Bezirksgericht Kaunas. 
Adresse: J. Brundzos Str. 12, LT-59127 Prienai.

## Richter
- Gerichtspräsidentin Irmutė Kliučinskienė[2]